# صدا و سیمای سمنان
صدا و سیمای سمنان یکی از مراکز صدا و سیمای جمهوری اسلامی ایران است که در شهر سمنان فعالیت می‌کند.این مرکز تولیدات رادیویی و تلویزیونی دارد و در حال حاضر به صورت 24 ساعته برنامه پخش می‌کند.

## تاریخچه
صداو سیمای مرکز سمنان فعالیت‌های خود را در سال ۱۳۵۵ با دو فرستنده رادیویی در سمنان و دامغان که به‌عنوان رله برنامه‌های شبکه سراسری بود، آغاز کرد.
سرانجام شبکه استانی صدا در شهریور ۱۳۸۱ و شبکه استانی سیما (شبکه سمنان) در بهمن ۱۳۸۱ افتتاح و راه اندازی شدند.